# Cividate Camuno

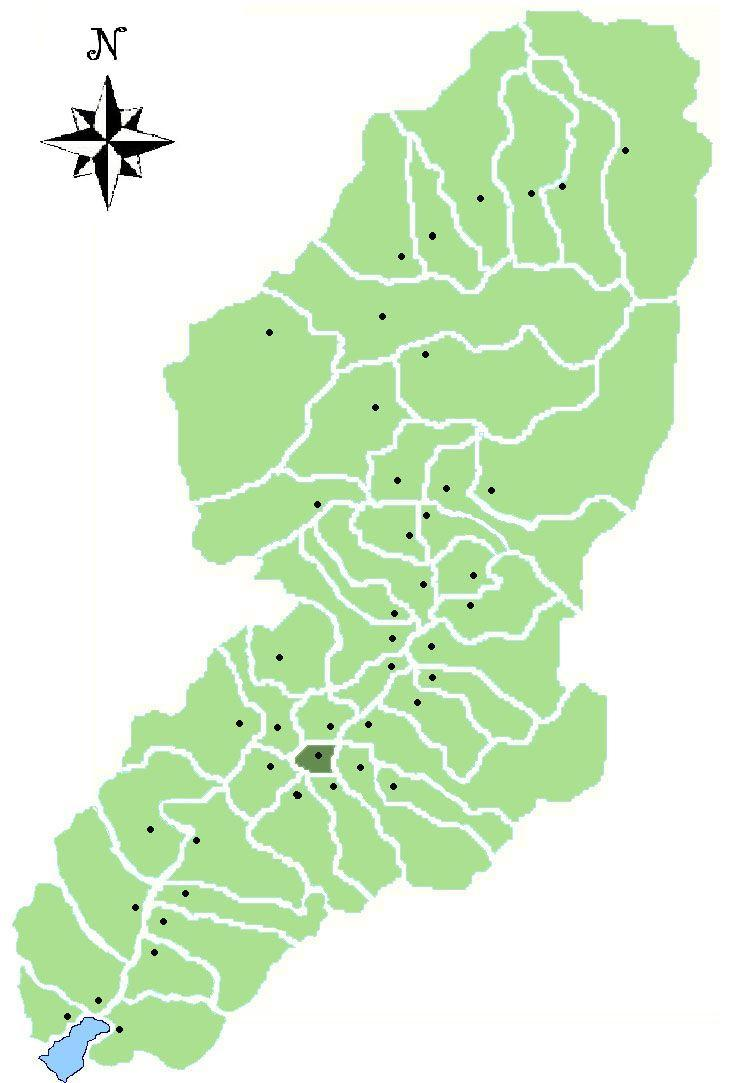
Cividate Camuno trong Valle Camonica

Cividate Camuno là một đô thị ở tỉnh Brescia, vùng Lombardia của Ý.
Các đô thị giáp ranh là: Berzo Inferiore, Bienno, Breno, Esine, Malegno, Ossimo và Piancogno.
Trong thời cổ, khu vực này có tên Civitas Camunnorum.

## Tham khảo

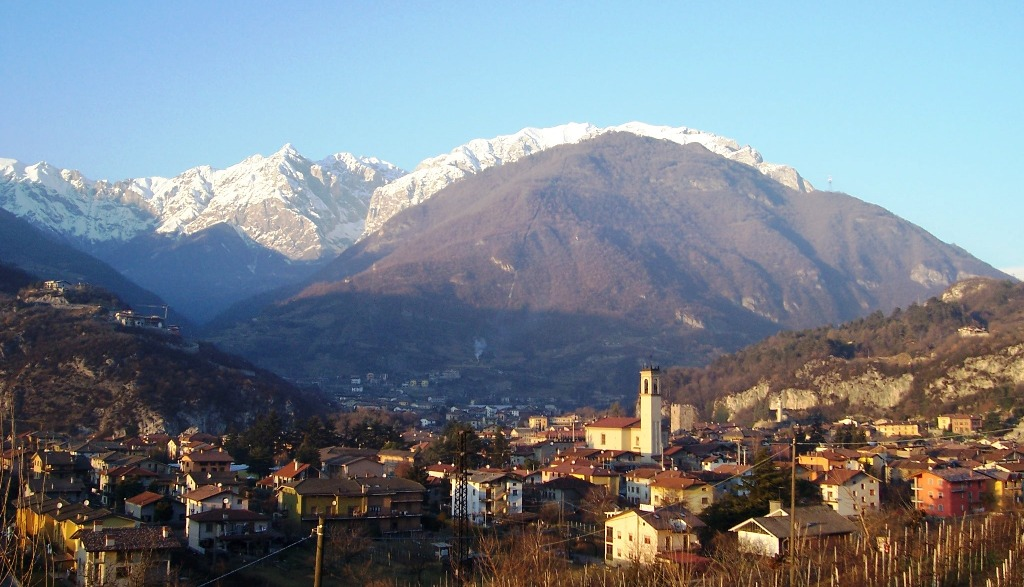
Panorama, Cividate Camuno (2008)